# Morinda waikapuensis
Morinda waikapuensis là một loài thực vật có hoa trong họ Thiến thảo. Loài này được H.St.John mô tả khoa học đầu tiên năm 1979.